# Batalla del trigo

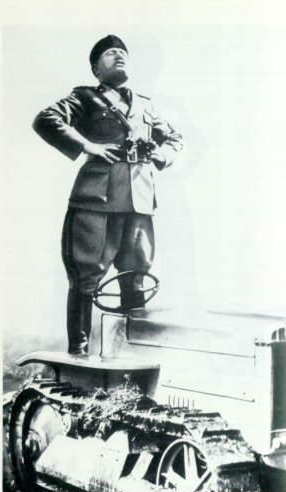
Foto de propaganda de Benito Mussolini para la batalla del trigo.

La batalla del trigo fue una política económica emprendida por los fascistas en Italia durante la década de 1920 como un movimiento hacia la autarquía.

## Detalles

### Objetivos
La política tenía varios objetivos. Estos comprendían:
- Impulsar la producción de cereales para que Italia sea autosuficiente respecto al trigo.
- Reducir el saldo del déficit comercial.
- Reducir la necesidad de importaciones extranjeras de pan.
- Mostrar a Italia como una gran potencia.

### Acciones
La política se puso en práctica por primera vez en 1925 cuando se aplicaron aranceles elevados al pan importado de manera similar a las Leyes de los cereales en Gran Bretaña durante el siglo XIX. Al hacer esto, esperaban que los italianos tuvieran que producir más de su propio pan en lugar de depender de importaciones baratas. La tierra que no se había utilizado durante años y que era infértil ahora se utilizaba; sin embargo, era muy costosa de cultivar. El gobierno también otorgó subvenciones a los agricultores que producían cultivos para comprar maquinaria y fertilizantes.